# Drachenhöhle (Chemin des Dames)
Die Drachenhöhle (französisch: Caverne du Dragon, seltener auch Grotte du Dragon) ist ein ehemaliger unterirdischer Steinbruch auf dem Chemin des Dames, einem Höhenzug in Nord-Frankreich, der im Ersten Weltkrieg als Tiefbunker für ein Feldlager genutzt wurde. Nach 1969 wurde der Bunker, ergänzt durch ein oberirdisches Eingangsgebäude, zu einem Museum zur Geschichte des Ersten Weltkrieges in der Region umgestaltet.
Der Name Drachenhöhle geht darauf zurück, dass die Höhle ehemals sieben Eingänge („Mäuler“) hatte, die alle mit Waffen besetzt waren, welche „Feuer spuckten“ und die Höhle so zu einem „siebenköpfigen Drachen“ (vgl. Offenbarung 12,3 ) machten.

## Lage und Aufbau
Die Höhle liegt im Arrondissement Laon im Département Aisne in der Region Hauts-de-France. Der Eingang befindet sich südlich der für den Höhenzug namensgebenden Straße (Chemin des Dames = Damenweg; heute Departementsstraße D18) beim Gehöft Hurtebise auf dem Gemeindegebiet von Oulches-la-Vallée-Foulon zwischen Cerny-en-Laonnois und Craonnelle.
Die Höhle liegt in einer Tiefe von 15 bis maximal 30 Metern unter der Erde. Das Höhlensystem, bestehend aus einer Vielzahl von Kammern, erstreckt sich etwa 100 m in Ost-West- und Nord-Süd-Richtung. Ein großer Teil des ehemaligen Steinbruches ist heute nicht mehr öffentlich zugänglich. Neben dem Haupteingang gibt es im heute als Museum ausgebauten Bereich zwei weiteren Eingänge im Norden und Süden; ursprünglich waren es bis zu sieben Eingänge.
Die Höhle liegt, wie der gesamte Chemin des Dames, in der „Roten Zone“ des Ersten Weltkrieges, einem Bereich, der durch monatelangen starken Artilleriebeschuss völlig verwüstet wurde. Da die Höhle wegen ihrer Tiefe selbst vor schweren Granaten, auch Brisanzgranaten, sicher war, ist die Drachenhöhle eine der wenigen Befestigungsanlagen des Ersten Weltkrieges in der Gegend, die weitgehend intakt erhalten geblieben ist.

## Geschichte

### Vor dem Ersten Weltkrieg: Entstehung als Steinbruch
In der Region Aisne gibt es zahlreiche, teils über-, teils unterirdische Steinbrüche (frz. creutes, creuttes oder boves), die vereinzelt bis in die gallo-romanische Zeit zurückreichen. Hier wurde Kalkstein als Werkstein zum Bau von Gebäuden gewonnen. Der hier behandelte, heute Drachenhöhle genannte Steinbruch entstand vermutlich im 16. Jahrhundert und wurde bis ins 19. Jahrhundert als solcher betrieben.

### Während des Ersten Weltkrieges: Nutzung als Bunker
Als die Deutschen Anfang 1915 diesen Teil des Chemin des Dames eroberten, besetzten sie auch die Drachenhöhle, die zu diesem Zeitpunkt noch nicht organisiert militärisch genutzt war. Da die Höhle strategisch sehr günstig gelegen war und optimalen Schutz gegen Artilleriebeschuss bot, bauten die Deutschen das Höhlensystem in den darauffolgenden Wochen und Monaten zu einem unterirdischen Feldlager aus. Innen gab es Schlaf- und Aufenthaltsräume für Soldaten wie in einer Kaserne, eine Küche, eine Kapelle und sogar einen kleinen Friedhof, weiterhin einen Schießstand, Waffen- und Materiallager. Die Höhle war mit elektrischer Beleuchtung und mit einer Wasserzuleitung versehen.
Zeitweise, von Mitte September bis Anfang November 1917, war der südliche Teil der Höhle von Franzosen, der nördliche von Deutschen besetzt. Getrennt wurden die Gegner nur durch eine Mauer, die die Deutschen zur Verteidigung quer durch das Tunnelsystem gezogen hatten.

### Nach dem Ersten Weltkrieg: Ausbau zum Museum
Bereits kurz nach Kriegsende, im Jahr 1920, wurde die Drachenhöhle zum nationalen Kriegsdenkmal erklärt und für Besichtigungen geöffnet. Bei Führungen in die Höhle trugen die Besucher zunächst Kerzen, später Gaslampen.
Zu einem Museum ausgebaut wurde die Höhle erst fast ein halbes Jahrhundert später auf Initiative der französischen Kriegsgräberfürsorge Le Souvenir français sowie regionaler Wirtschafts- und Fremdenverkehrsorganisationen. Am 4. Mai 1969 wurde das Museum in Gegenwart des französischen Forschungsministers Robert Galley eröffnet.
Im Jahr 1995 übertrug der Betreiber Le Souvenir français die Drachenhöhle für 30 Jahre dem Conseil Général des Departements Aisne. Gleichzeitig wurde damit begonnen, das Museum zu modernisieren und insbesondere den oberirdischen Teil auszubauen. Nach Abschluss der Arbeiten wurde das Museum Mitte 1999 wieder für die Öffentlichkeit geöffnet.

## Museum

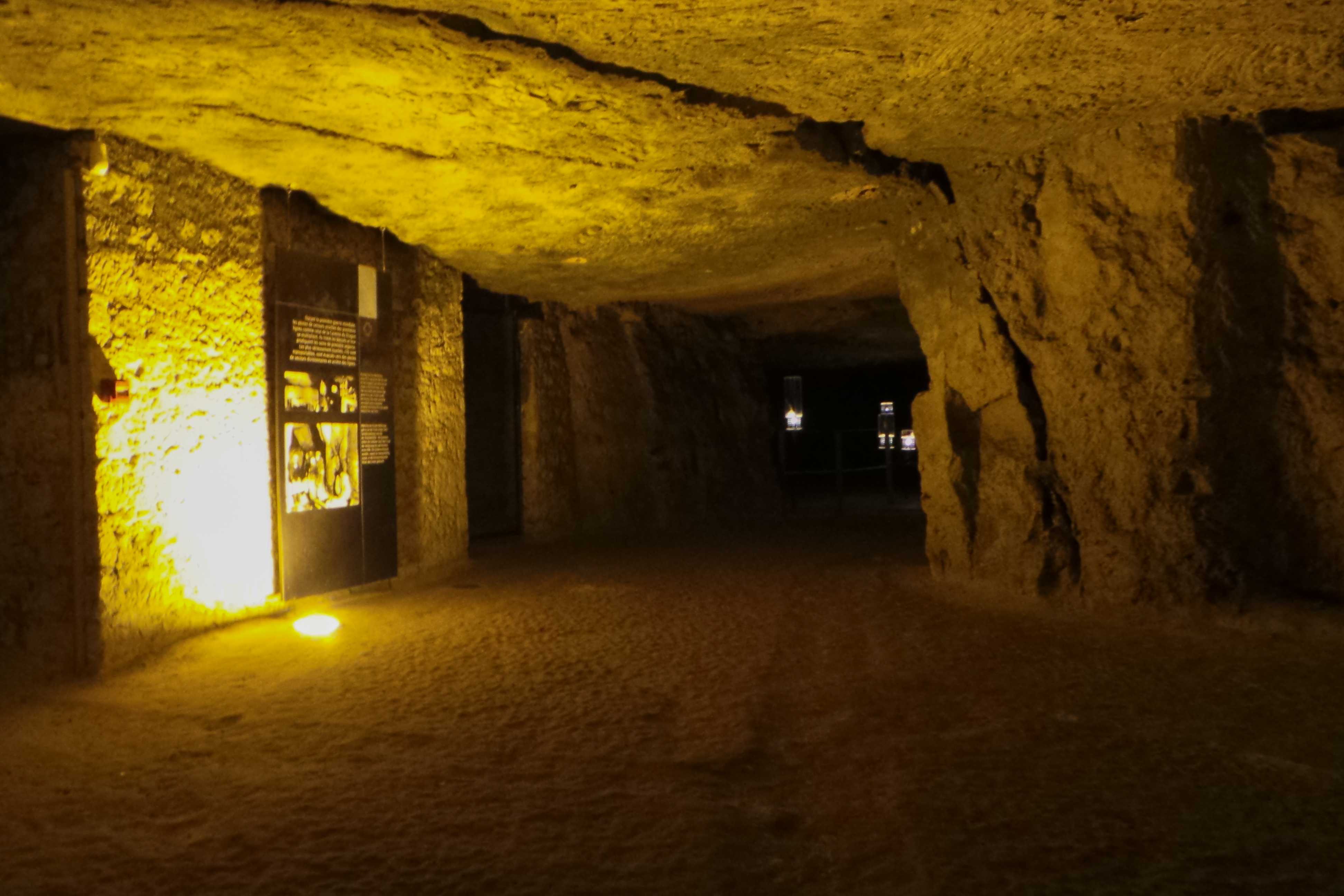
Im Inneren der Höhle

In den unterirdischen Gängen und Räumen des Steinbruches wird mit Hilfe von Texten, Fotos, Grafiken, Video- und Tondokumenten und Originalgegenständen die Geschichte des Ersten Weltkrieges dokumentiert. Ein besonderer Fokus wird dabei auf den Chemin des Dames und das Schicksal der Soldaten im Grabenkrieg gelegt.
Die Besichtigung des unterirdischen Teils des Museums ist nur in Begleitung eines Museumsführers möglich. Ein Mal pro Tag findet eine Führung in englischer Sprache statt.